# Isayah Boers
Isayah Boers, född 16 juni 1999, är en nederländsk kortdistanslöpare.

## Karriär

### 2017–2020
I juli 2017 tävlade Boers vid junior-EM i Grosseto, där han blev utslagen i semifinalen på 200 meter. I juli 2018 tävlade han vid junior-VM i Tammerfors och blev utslagen i semifinalen på 100 meter. I juli 2019 var Boers en del av Nederländernas stafettlag vid U23-EM i Gävle som inte fullföljde finalen på 4×100 meter. I augusti 2020 tog han brons på 400 meter vid nederländska mästerskapen i Utrecht.

### 2022
I februari 2022 tog Boers silver på 400 meter vid nederländska inomhusmästerskapen i Apeldoorn. Följande månad tävlade han vid inomhus-VM i Belgrad men tog sig inte vidare från försöksheatet på 400 meter. Boers erhöll även ett brons efter att ha sprungit försöksheatet på 4×400 meter, där Nederländerna sedermera tog medalj i finalen. I juni 2022 tog han silver på 400 meter vid nederländska mästerskapen i Apeldoorn. Följande månad var Boers en del av Nederländernas stafettlag som inte gick vidare från försöksheatet på 4×400 meter vid VM i Eugene. I augusti 2022 var han en del av Nederländernas stafettlag som slutade på femte plats på 4×400 meter vid EM i München.

### 2023
I februari 2023 tog Boers guld på 400 meter vid nederländska inomhusmästerskapen i Apeldoorn och noterade ett nytt personbästa på 45,72 sekunder. Följande månad tävlade han vid inomhus-EM i Istanbul och blev individuellt utslagen i semifinalen på 400 meter. Boers var även en del av Nederländernas stafettlag tillsammans med Isaya Klein Ikkink, Ramsey Angela och Liemarvin Bonevacia som tog brons på 4×400 meter.

### 2024
I maj 2024 var Boers en del av Nederländernas stafettlag tillsammans med Lieke Klaver, Isaya Klein Ikkink och Femke Bol som tog silver på 4×400 m mixstafett vid World Athletics Relays i Nassau. Följande månad var han en del av Nederländernas stafettlag på 4×400 meter som slutade på nionde plats i försöksheatet och inte kvalificerade sig för finalen vid EM 2024 i Rom. I juni 2024 tog Boers även brons på 400 meter vid nederländska mästerskapen i Hengelo.

## Tävlingar

### Internationella
| År                         | Tävling                        | Plats                      | Placering                  | Gren                       | Tid                        |
| Tävlande för Nederländerna | Tävlande för Nederländerna     | Tävlande för Nederländerna | Tävlande för Nederländerna | Tävlande för Nederländerna | Tävlande för Nederländerna |
| -------------------------- | ------------------------------ | -------------------------- | -------------------------- | -------------------------- | -------------------------- |
| 2017                       | Junioreuropamästerskapen       | Grosseto                   | 12:e (sf)                  | 200 meter                  | 21,48                      |
| 2018                       | Juniorvärldsmästerskapen       | Tammerfors                 | 16:e (sf)                  | 100 meter                  | 10,55                      |
| 2019                       | U23-europamästerskapen         | Gävle                      | –                          | 4×100 m                    | 0DNF0                      |
| 2022                       | Inomhusvärldsmästerskapen      | Belgrad                    | 17:e (h)                   | 400 meter                  | 47,07                      |
| 2022                       | Inomhusvärldsmästerskapen      | Belgrad                    | 4:e (h)                    | 4×400 m                    | 3.07,64                    |
| 2022                       | Världsmästerskapen             | Eugene                     | 9:e (h)                    | 4×400 m                    | 3.03,14                    |
| 2022                       | Europamästerskapen             | München                    | 5:e                        | 4×400 m                    | 3.01,34                    |
| 2023                       | Europeiska inomhusmästerskapen | Istanbul                   | 11:e (sf)                  | 400 meter                  | 47,39                      |
| 2023                       | Europeiska inomhusmästerskapen | Istanbul                   | 3:e                        | 4×400 m                    | 3.06,59                    |
| 2023                       | Europeiska lagmästerskapen     | Chorzów                    | 14:e                       | 4×400 m mixed              | 3.20,40                    |
| 2023                       | Världsmästerskapen             | Budapest                   | 6:e                        | 4×400 m                    | 3.00,40                    |
| 2024                       | World Athletics Relays         | Nassau                     | 2:a                        | 4×400 m mixed              | 3.11,45                    |
| 2024                       | Europamästerskapen             | Rom                        | 9:e (h)                    | 4×400 m                    | 3.01,34                    |

### Nationella
| - Nederländska friidrottsmästerskapen (utomhus): - 2020: Brons – 400 meter (46,99 sekunder, Utrecht) - 2022: Silver – 400 meter (46,02 sekunder, Apeldoorn) - 2023: Brons – 400 meter (46,12 sekunder, Apeldoorn) - 2024: Brons – 400 meter (46,39 sekunder, Hengelo) | - Nederländska friidrottsmästerskapen (inomhus): - 2022: Silver – 400 meter (46,38 sekunder, Apeldoorn) - 2023: Guld – 400 meter (45,72 sekunder, Apeldoorn) |

## Personliga rekord
| Utomhus - 100 meter – 10,46 s (La Chaux-de-Fonds, 30 juni 2019) - 200 meter – 20,85 s (La Chaux-de-Fonds, 14 augusti 2021) - 400 meter – 45,42 s (La Chaux-de-Fonds, 2 juli 2023) | Inomhus - 60 meter – 6,82 s (Apeldoorn, 29 januari 2022) - 200 meter – 20,89 s (Metz, 11 februari 2023) - 400 meter – 45,72 s (Apeldoorn, 19 februari 2023) |